# بیمارستان شهید سلیمانی (چاه مبارک)
بیمارستان شهید سلیمانی یک مرکز درمانی وابسته به نیروی دریایی سپاه است که در شهر چاه مبارک در شهرستان عسلویه جنوب ایران قرار دارد.